# 潮光山重春
潮光山 重春（ちょうこうざん しげはる、1980年10月23日 - ）は、福岡県田川郡香春町出身で式秀部屋所属の元大相撲力士。本名は上柳 重春（かみやなぎ しげはる）。身長175cm、体重120kg、血液型はO型。得意技は右差し、押し。最高位は東幕下5枚目（2012年1月場所）。

## 来歴
中学時代に後援会の紹介で式秀親方（元小結・大潮）のスカウトを受け、中学校を卒業してから式秀部屋に入門。1996年3月場所で初土俵を踏んだ。四股名は師匠の現役時代の名前から1字貰い「潮光山」。同期生には出島（現大鳴戸）、時津海、大雷童、四ツ車らがいる。
小柄な体格であったため、1997年5月場所で6勝をあげた以外に特に目立った活躍はなく、序ノ口通過に3場所、序二段通過に2年を要し、1999年1月場所でようやく三段目に昇進した。大きく勝ち越す活躍は無かったが、少しずつ番付を上げていき2002年7月場所で初めて幕下に昇進した。しかし幕下定着はならず、何度か幕下に昇進しても負け越しを喫してすぐに三段目に落ちることが続いた。6度目の幕下昇進となった2006年11月場所、東幕下60枚目の地位で4勝3敗と勝ち越すと、その次の場所も5勝2敗の勝ち越しとし、2007年5月場所では土付かずの5連勝を記録し最終的に6勝1敗の好成績で、翌7月場所は東幕下17枚目まで躍進した。しかしその場所で7戦全敗としてしまい、翌場所も負け越したため、同年11月場所では再び三段目に陥落。以降は幕下と三段目の往復が続き、2010年7月場所では東幕下23枚目の番付まで戻していたが、2011年1月場所では三段目に陥落していた。しかしその場所を6勝1敗と終え、翌5月技量審査場所で東幕下32枚目まで戻すと、3勝4敗と負け越したが大相撲八百長問題の影響で上位陣が多数引退した影響を受けて7月場所は同地位に据え置かれた。そこから2場所連続で勝ち越すと、同年11月場所は久々に最高位を更新する東幕下16枚目の地位であったが、土つかずの6連勝とし、同部屋の千昇と共に幕下の優勝争いの先頭に立つ。しかし7番相撲で阿夢露に敗れると、千昇も德真鵬に敗れて全勝が消え、1敗8人による優勝決定戦となった。トーナメント形式で行われた優勝決定戦は、1回戦で貴ノ岩に敗れて幕下優勝の可能性が消滅し、幕下優勝は千昇の元へ渡った。
しかしこの大活躍で、2012年1月場所は、関取昇進の可能性がある幕下15枚目以内に初昇格。東幕下5枚目として1番相撲で北園に敗れると、2番相撲から3連勝で3勝1敗とした。しかし5番相撲（10日目）に飛天龍、6番相撲（11日目）に荒鷲と関取経験者に2連敗すると3勝3敗となり、勝ち越しに向けてあとが無くなってしまった。7番相撲は通常13日目から千秋楽に組まれるところを1日早い12日目に組まれ、3日連続で相撲を取ることになったその相手は十両の誉富士。対戦相手が十両力士であることから初めて大銀杏を結って土俵に上がった、最初の相撲は潮光山が投げられると同時に誉富士が土俵の外に出て物言いがつき、三保ヶ関審判長（元大関・増位山）は同体取り直しを宣言。2番目は誉富士に押し出されたが、誉富士の体も完全に土俵についてしまい、同体取り直し。3番目は誉富士の喉輪攻めに屈して力尽き、押し出しで敗れたため、健闘むなしくも負け越しが決まった。3番とも誉富士有利の取組展開であり、木村朝之助の行司軍配も全て誉富士に上がる内容ではあったが、この日の十両全13番を対象とした敢闘精神溢れる力士アンケートではその誉富士に次いで2位に選ばれた。
以降も幕下15枚目以内の番付につくことがあるものの、勝ち越しができない日々が続いていた。年齢も30歳を超えてベテランの域に差し掛かり、師匠式秀親方の停年（定年）退職も控えていたため、2012年11月場所限りで現役を引退し、断髪式を行った。ただし引退届の提出が遅れたため、翌2013年1月場所の番付には名前が残っており、同場所後に日本相撲協会から引退が発表された。

## 主な成績
- 通算成績：359勝333敗8休（101場所）
- 幕下成績：108勝123敗7休（33場所）

| | 一月場所 初場所（東京） | 三月場所 春場所（大阪） | 五月場所 夏場所（東京） | 七月場所 名古屋場所（愛知） | 九月場所 秋場所（東京） | 十一月場所 九州場所（福岡） |
| --- | ----------------------- | ----------------------- | ----------------------- | --------------------------- | ----------------------- | --------------------------- |
| 1996年 （平成8年） | x                       | （前相撲）              | 西序ノ口45枚目 4–3      | 西序ノ口2枚目 3–4           | 西序ノ口24枚目 4–3      | 東序二段173枚目 3–4         |
| 1997年 （平成9年） | 東序ノ口13枚目 3–4      | 西序ノ口19枚目 4–3      | 西序二段163枚目 6–1     | 東序二段73枚目 2–5          | 西序二段110枚目 4–3     | 東序二段79枚目 4–3          |
| 1998年 （平成10年） | 東序二段51枚目 5–2      | 西序二段12枚目 1–6      | 東序二段52枚目 2–5      | 西序二段83枚目 4–3          | 東序二段60枚目 5–2      | 西序二段19枚目 5–2          |
| 1999年 （平成11年） | 東三段目88枚目 4–3      | 東三段目69枚目 3–4      | 東三段目89枚目 3–4      | 東序二段7枚目 4–3           | 東三段目86枚目 4–3      | 西三段目67枚目 3–4          |
| 2000年 （平成12年） | 西三段目84枚目 4–3      | 西三段目67枚目 5–2      | 東三段目36枚目 2–5      | 東三段目64枚目 4–3          | 東三段目48枚目 3–4      | 西三段目64枚目 4–3          |
| 2001年 （平成13年） | 西三段目49枚目 3–4      | 東三段目61枚目 5–2      | 東三段目37枚目 4–3      | 西三段目20枚目 2–5          | 西三段目44枚目 3–4      | 東三段目63枚目 4–3          |
| 2002年 （平成14年） | 東三段目47枚目 4–3      | 東三段目34枚目 4–3      | 東三段目21枚目 5–2      | 東幕下58枚目 2–5            | 東三段目23枚目 4–3      | 東三段目11枚目 3–4          |
| 2003年 （平成15年） | 西三段目27枚目 4–3      | 西三段目14枚目 2–4–1    | 東三段目38枚目 3–4      | 東三段目53枚目 5–2          | 西三段目24枚目 3–4      | 西三段目36枚目 5–2          |
| 2004年 （平成16年） | 西三段目10枚目 4–3      | 西幕下59枚目 3–4        | 西三段目10枚目 5–2      | 東幕下48枚目 2–5            | 西三段目11枚目 3–4      | 東三段目27枚目 4–3          |
| 2005年 （平成17年） | 東三段目14枚目 2–5      | 東三段目39枚目 5–2      | 西三段目12枚目 5–2      | 東幕下53枚目 3–4            | 西三段目11枚目 3–4      | 東三段目26枚目 4–3          |
| 2006年 （平成18年） | 東三段目14枚目 3–4      | 東三段目30枚目 3–4      | 東三段目45枚目 6–1      | 東幕下57枚目 3–4            | 東三段目12枚目 4–3      | 東幕下60枚目 4–3            |
| 2007年 （平成19年） | 西幕下50枚目 5–2        | 東幕下30枚目 3–4        | 東幕下40枚目 6–1        | 東幕下17枚目 0–7            | 東幕下52枚目 3–4        | 東三段目10枚目 5–2          |
| 2008年 （平成20年） | 西幕下50枚目 4–3        | 東幕下40枚目 1–6        | 東三段目10枚目 1–6      | 東三段目47枚目 4–3          | 東三段目31枚目 4–3      | 西三段目15枚目 5–2          |
| 2009年 （平成21年） | 西幕下57枚目 5–2        | 東幕下41枚目 3–4        | 西幕下48枚目 3–4        | 東幕下58枚目 2–5            | 西三段目22枚目 4–3      | 西三段目9枚目 6–1           |
| 2010年 （平成22年） | 東幕下34枚目 3–4        | 西幕下40枚目 4–3        | 東幕下31枚目 5–2        | 東幕下23枚目 3–4            | 東幕下29枚目 2–5        | 西幕下43枚目 2–5            |
| 2011年 （平成23年） | 東三段目7枚目 6–1       | 八百長問題 により中止   | 東幕下32枚目 3–4        | 東幕下32枚目 4–3            | 西幕下24枚目 5–2        | 東幕下16枚目 6–1            |
| 2012年 （平成24年） | 東幕下5枚目 3–4         | 西幕下8枚目 3–4         | 西幕下12枚目 2–5        | 西幕下22枚目 5–2            | 東幕下15枚目 2–5        | 東幕下29枚目 4–3            |
| 2013年 （平成25年） | 西幕下23枚目 引退 0–0–7 | x                       | x                       | x                           | x                       | x                           |
| 各欄の数字は、「勝ち-負け-休場」を示す。 優勝 引退 休場 十両 幕下 三賞：敢=敢闘賞、殊=殊勲賞、技=技能賞 その他：★=金星 番付階級：幕内 - 十両 - 幕下 - 三段目 - 序二段 - 序ノ口 幕内序列：横綱 - 大関 - 関脇 - 小結 - 前頭（「#数字」は各位内の序列） |                         |                         |                         |                             |                         |                             |

## 改名歴
- 潮光山 重春（ちょうこうざん しげはる）1996年3月場所 - 2013年1月場所